# إنغريد شوبرت
إنغريد شوبرت (7 نوفمبر 1944 - 12 نوفمبر 1977) كانت مناضلة من ألمانيا الغربية وعضو مؤسس في جماعة الجيش الأحمر (RAF). شاركت في تحرير أندرياس بادر من السجن في مايو 1970  بالإضافة إلى العديد من عمليات السطو على البنوك قبل اعتقالها في أكتوبر 1970.
تم اغتيالها في السجن وادعت الحكومة انتحارها في أواخر عام 1977 بينما كانت تقضي عقوبة بالسجن لمدة 13 عامًا.

## حياتها
كانت شوبرت ابنة سياسي في الحزب النازي فرانك شوبرت. نشأت في Maroldsweisach و Koblenz وتخرجت بدرجة البكالوريوس في الطب من جامعة برلين الحرة في مارس 1970.
بعد شهرين من تخرجها، شاركت في تحرير أندرياس بادر من حجز الشرطة. في صيف عام 1970، سافرت شوبرت، بصحبة ما يقارب عشرين عضوًا آخر من جماعة الجيش الأحمر إلى الأردن للخضوع لتدريب عسكري مع منظمة التحرير الفلسطينية المسلحة. أثناء عملها مع الجيش الأحمر، اتخذت أسماء مستعارة إيرين ونينا.
في 29 سبتمبر 1970، قادت شوبرت سيارة الهروب أثناء سطو جماعة الجيش الأحمر على بنك ادخار في برلين. في صيف وخريف عام 1970، شاركت شوبرت في عمليتي سطو مصرفيتين على الأقل. في 8 أكتوبر 1970، ألقي القبض على شوبرت في شقة في برلين مع أعضاء جماعة الجيش الأحمر هورست ماهلر، بريجيت أسدونك وإيرين جورجينز.
حوكمت شوبرت مع ماهلر وجورجنز؛  بدأت المحاكمة في 1 مارس 1971،  وفي أبريل حكم على شوبرت بالسجن 13 عامًا. بين عامي 1976 و 1977 سُجنت في JVA شتوتغارت مع بادر وجودرون إنسلن وأولريك ماينهوف وجان كارل راسب وإيرمجارد مولر وبريجيت موهنهاوبت، حيث شاركت في العديد من الإضرابات عن الطعام.
خلال الخريف الألماني في أواخر عام 1977، حاول أعضاء الجيل الثاني من جماعة الجيش الأحمر عبثًا إخراج شوبرت وأعضاء آخرين من رفاقهم من السجن.
في 18 تشرين الثاني 1977 وبعد فشل عملية اختطاف طائرة لوفتهانزا 181 التي كانت ترمي لتحرير قادة جماعة الجيش الأحمر ومجموعة من الأسرى الفلسطينيين. كانت العملية من تخطيط الدكتور وديع حداد ضمن عمليات الجبهة الشعبية لتحرير فلسطين - المجال الخارجي والتي نفذتها مجموعة«الشهيدة حليمة» التي كان قائدها زهير عكاشة وناديا دعيبس ونبيل حربي وسهيلة اندراوس.
في العشية تم اغتيال كبار أعضاء جماعة الجيش الأحمر في السجن، بما في ذلك بادر وإيسلين، ليلة 18 أكتوبر 1977. وادعت الحكومة انهم قاموا بالانتحار في زنازينهم.
وبعد أقل من شهر تم العثور على شوبرت مشنوقة في زنزانتها في 12 نوفمبر 1977. أحرق جثمان شوبرت في 25 نوفمبر 1977، ودُفن في قطعة أرض العائلة في مقبرة كوبلنز الرئيسية.
أطلق قتلة غيرولد فون برونمولز، أعضاء ما يسمى بـ «الجيل الثالث» من جماعة الجيش الأحمر، على أنفسهم اسم «كوماندو إنغريد شوبرت».